# Моріс де Герен
Жорж-Моріс де Герен (фр. Georges-Maurice de Guérin; нар. 4 серпня 1810 – пом. 19 липня 1839) — французький поет. Його твори були пройняті пристрастю до природи, близької до поклоніння та були збагачені язичницькими елементами. За словами Сент-Бева, жоден французький поет чи художник не передав «почуття природи, почуття походження речей і суверенного принципу життя» так переконливо, як Герен.

## Біографія
Походив із аристократичної родини. Народився в замку Ле Кайла в Андіяку, Тарн. Виріс у сім'ї з суворими римо-католицькими принципами та отримав освіту в релігійній семінарії в Тулузі, після чого навчався в Колежі Станіслава в Парижі, де познайомився з Жюлем Барбе д'Оревільї, який став його другом на все життя.
Після закінчення Колежу Станіслава в 1831 році Герен вирішив відмовитися від традиційного релігійного життя і поїхав до Бретані, щоб вступити до радикального християнсько-соціалістичного товариства, заснованого Юґом Фелісіте Робером де Ламенне. Однак у 1833 році Ламенне вступив у конфлікт зі Святим Престолом, і товариство було розпущене, згодом Ламенне і Герен повністю розірвали свої зв'язки з християнством. Потім Герен переїхав до Парижа, де написав два свої головні твори, "Вакханка " та «Кентав». У 1837 році він захворів. Частково одужав від хвороби в 1838 році і в листопаді того ж року погодився одружитися за домовленістю з Кароліною де Жервен, знатною леді з чималими статками. Однак невдовзі він знову захворів і помер у липні 1839 року у віці 28 років. Жоден із його творів не був опублікований за життя. Багато своїх віршів він знищив перед смертю.

## Спадщина
Твори Герена, що залишилися, розійшлися між родиною та знайомими по всій Франції. Його щоденник опинився в одного із його друзів і потрапив до Луїзіани та Алабами, а потім повернувся до Кану, де пережив бомбардування 1944 року
У 1840 році Жорж Санд опублікувала спогад про Моріса де Герена в Revue des deux Mondes, до якого вона додала два фрагменти його творів — один твір у прозі, а інший — короткий вірш. 1861 року був опублікована добірка Реліквії, до якої входив «Кентавр», уривки зі щоденника та низка його листів і віршів, відредагованих ГІйомом Станісласом Требутьєном. Публікація супроводжувалася біографічними й критичними матеріалами Шарля Огюстена Сент-Бева. Нове видання під назвою «Щоденник, листи і вірші» (Journal, lettres et poèmes) вийшло в 1862 році, а англійський переклад останнього опублікували Лейпольдт і Голт у 1867 році Сестра Герена, Ежені, також опублікувала після його смерті деякі його твори.